# タナカ (化粧)

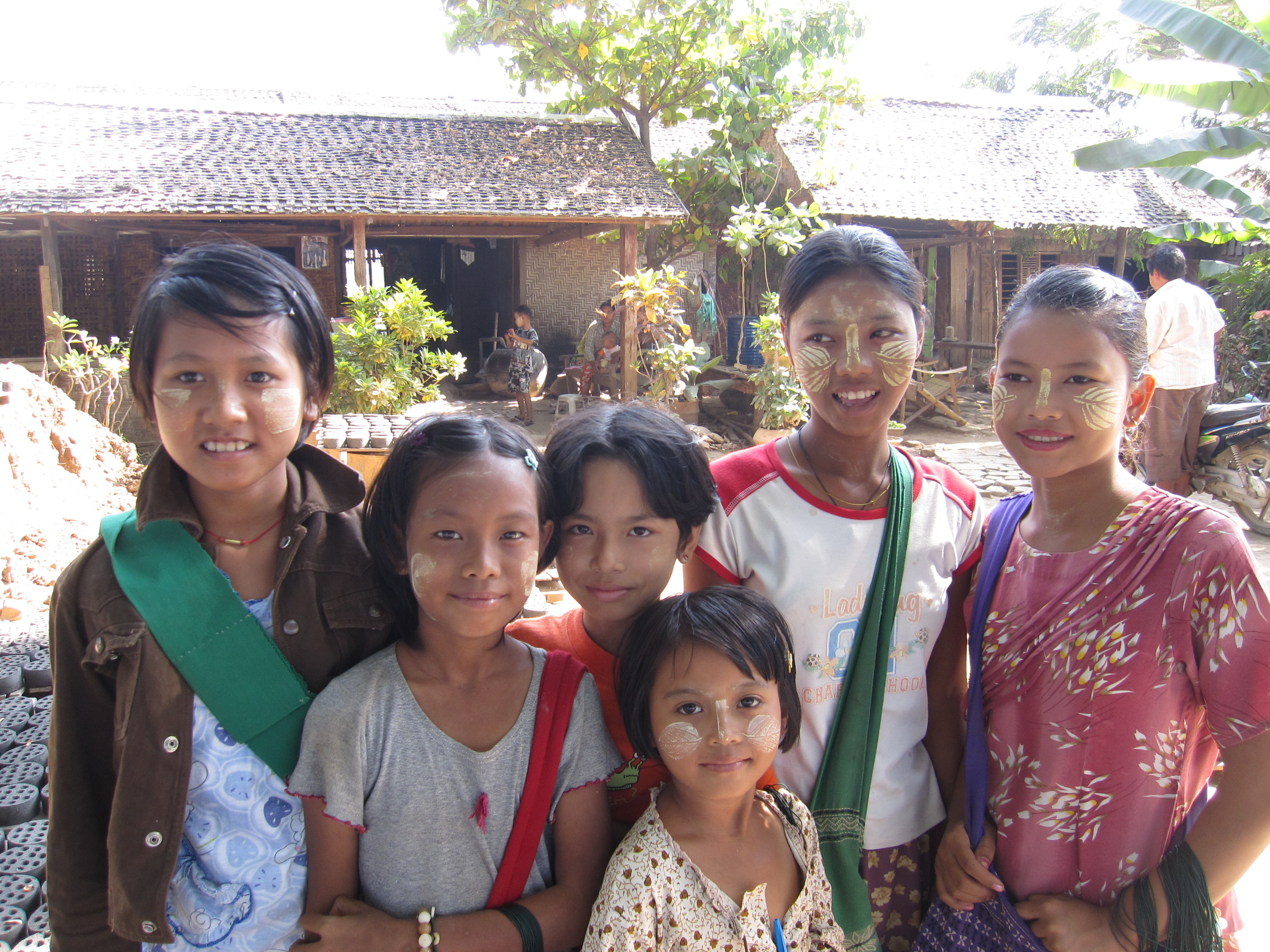
タナカを付けたミャンマーの少女たち

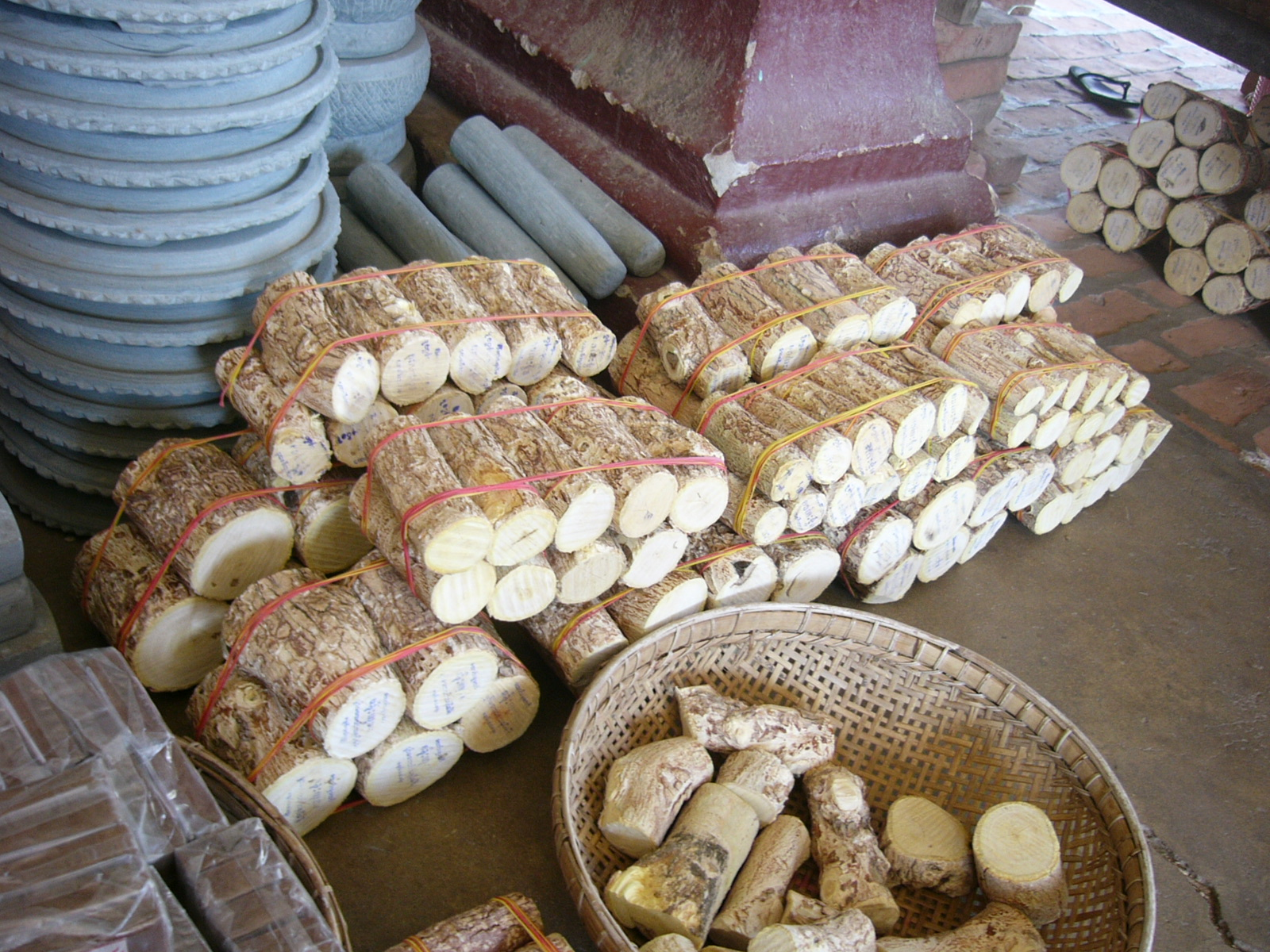
タナカの原料となる木

タナカ (ビルマ語: သနပ်ခါး、ALA-LC翻字法: sa napʻ khā" IPA: /t̪ənəkʰá/ タナカー; ビルマ語ラテン翻字: Thanaka) は、ミャンマーで使用されている、天然の化粧品である。
色は主に黄土色で、茶色っぽいものや白色っぽいものもある。化粧としてだけでなく日焼け止めとしての意味もある。原料はタナカの木で、タイのミャンマー国境近くを中心に見られる。ロンジーと共に、ミャンマーのお土産としても人気がある。

## 原料と製造

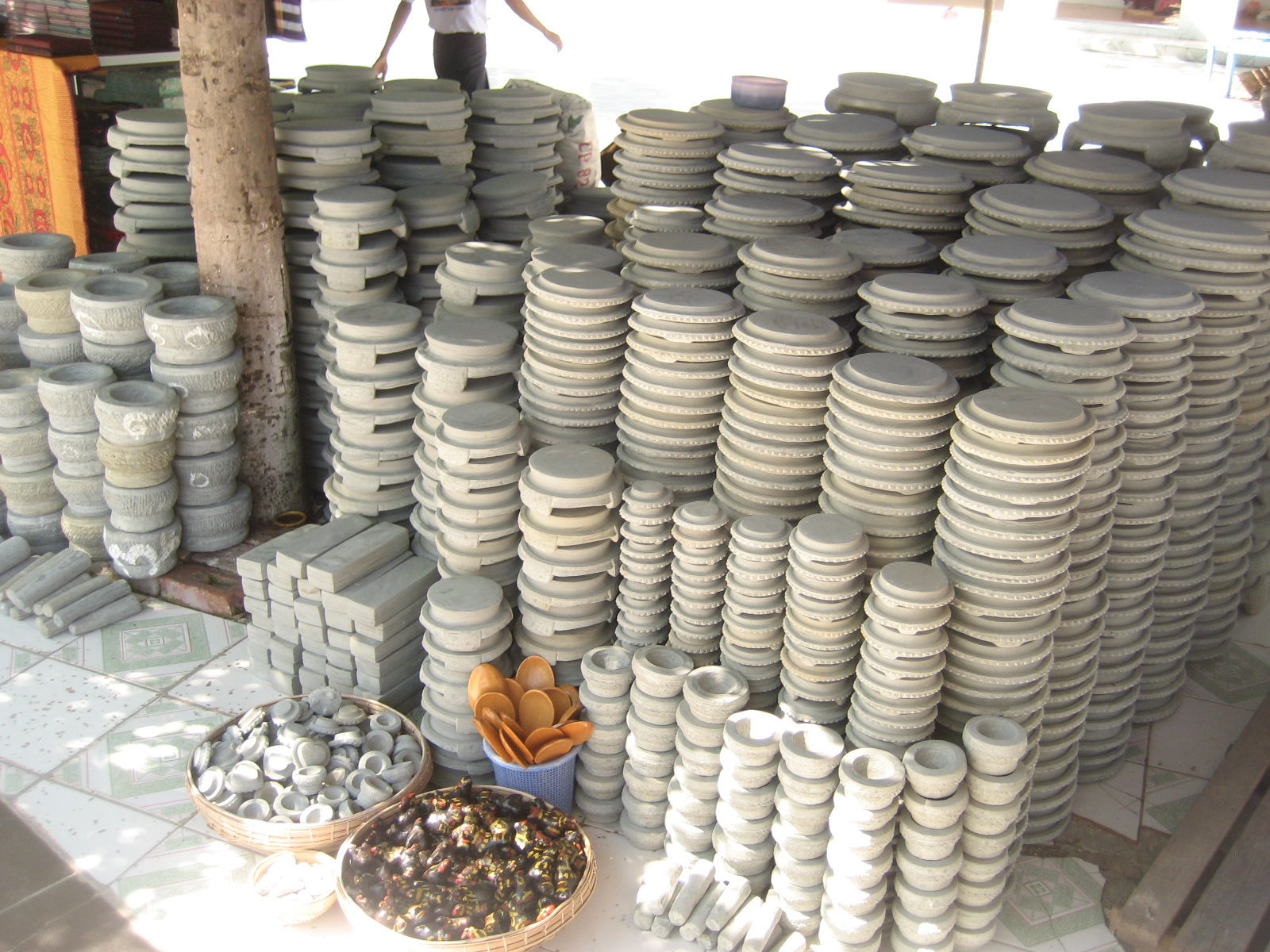
タナカをすりつぶすための挽臼「チャウッピン」

タナカの原料となる樹木は数種あり、ミャンマー中央部で豊富に成育する。主に「タナカ」と呼ばれるゲッキツ属の複数種の樹木が原料になるが、「theethee」と呼ばれるウッドアップル（別名: ゾウノリンゴ、ナガエミカン; 学名: Limonia acidissima）もまた原料になる。以下の解説における「タナカの木」はこれら樹木の総称とする。
最も普及しているものは、ザガイン地方域から産する「シュウェボータナカ」と、マグウェ地方域から産出する「シンマダウン（ရှင်မတောင်、慣用ラテン文字表記: Shinmadaung）タナカ」の二つである。ペースト状で販売されているより近年の競合品は、シャン州南部から生産される「タウンジー Maukme タナカ」である。
タナカの木が良質な原料として十分なほど成熟していると認められるまでには、少なくとも35年は必要とされる。タナカの木は、小さな丸太状のものを個々にあるいは束にして販売される。しかし今日では粉末状またはペースト状の商品も利用できる。
ペースト状のタナカは、タナカの木の根や木材や砕片などを、少量の水と共にチャウッピン（ビルマ語: ကျောက်ပျဉ်、ALA-LC翻字法: kyokʻ pyañʻ、IPA: [t͡ɕaʊʔ pjɪ̃̀]、慣用ラテン文字表記: kyauk pyin）と呼ばれる挽臼ですり潰すことで作られる。
2010年代に消費財の輸入規制が緩和され、外国産の近代的な化粧品が普及したため、ヤンゴンなど都市部を中心に「タナカ離れ」が見られる。